# Zero Point Module
Een Zero Point Module (ZPM) is een krachtbron uit het sciencefictionuniversum van Stargate die gemaakt is door de Ouden om technologie van energie te voorzien.
Wanneer de Ouden deze technologie gecreëerd hebben is niet bekend maar in de database van Atlantis hebben de wetenschappers onderzoek naar ZPM's gevonden.

## Overzicht
Dit cilindrische voorwerp bezit een enorme hoeveelheid energie waarmee allerlei soorten technologie van verschillende rassen van energie voorzien kunnen worden. Een ZPM onttrekt z'n kracht uit vacuüm energie die onttrokken wordt uit een bepaalde sectie van subruimtelijke tijd. Een ZPM heeft een mogelijke leeftijd tot wel miljoenen jaren oud.

## Bruikbaarheid
Sommige technologieën van de Ouden hebben de kracht van een ZPM nodig om te werken. Dit is het geval met een Stargate die een connectie naar een ander sterrenstelsel wil maken en met Atlantis die de kracht nodig heeft van wel 3 ZPM's om volledig te werken.

## Geschiedenis
Toen Jack O'Neill in het zevende seizoen van Stargate SG-1 onder de invloed van de databank van de Ouden verkeerde, leidde hij SG-1 naar Proclarush Taonas waar hij een ZPM uit een Ouden controlestoel haalde en deze installeerde in de controlestoel van de Aarde om zo de planeet te beschermen tegen de vloot van Anubis. Wat later na het ontdekken van het stargate-adres naar Atlantis werd dezelfde ZPM gebruikt om de stargate te "dialen".

## Atlantis
Toen de Atlantisexpeditie op Atlantis arriveerde ontdekten ze dat er al twee van de drie ZPM's uitgeput waren en de derde het snel ging begeven. In seizoen 1 is het de belangrijkste taak van de expeditie om andere ZPM's te vinden en om enerzijds de schilden van Atlantis van energie te voorzien en om de Stargate terug te kunnen activeren om zo naar huis te gaan. Later hebben ze de Daedalus waarmee ze een veerboot hebben om terug naar aarde te gaan